# هودوکایا-کو، یوکوهاما
هودوکایا-کو (به لاتین: Hodogaya-ku) یک منطقهٔ مسکونی در ژاپن است که در یوکوهاما واقع شده‌است. هودوکایا-کو ۲۰۵٬۸۸۷ نفر جمعیت دارد.